# Distretto di Verchn'odniprovs'k
Il distretto di Verchn'odniprovs'k (in ucraino Верхньодніпровський район?) era un distretto dell'Ucraina, situato nell'oblast' di Dnipropetrovs'k. Il suo capoluogo era Verchn'odniprovs'k. È stato soppresso con la riforma amministrativa del 2020.